# 南北輸送回廊

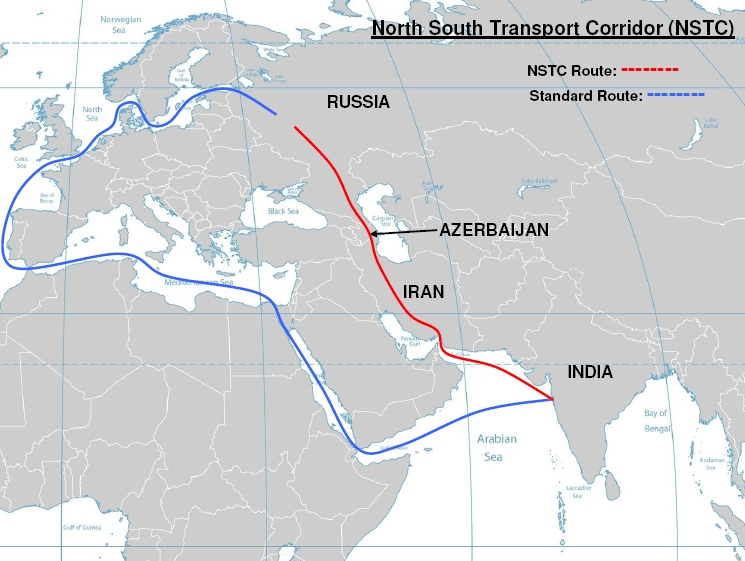
南北輸送回廊

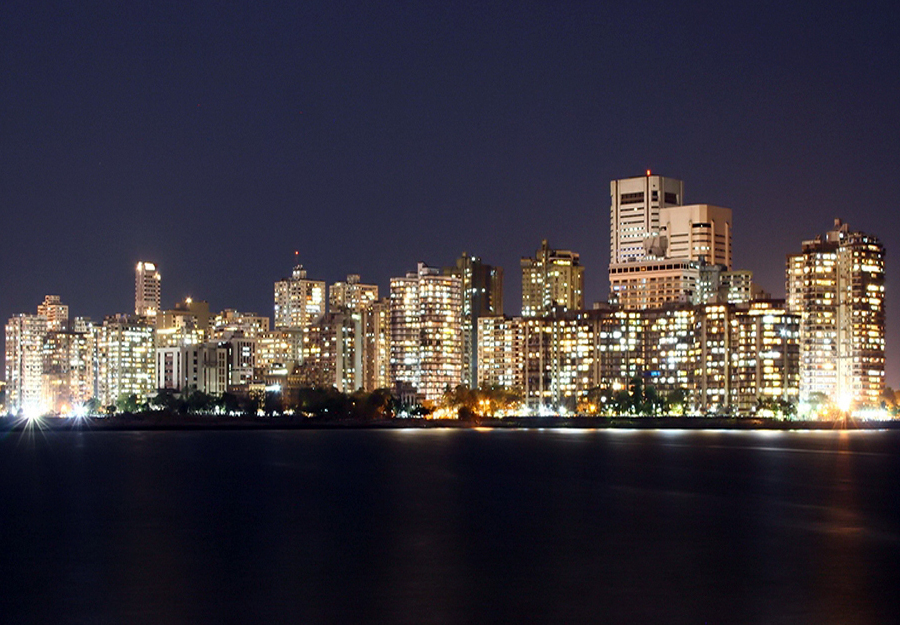
回廊の南端、ムンバイ

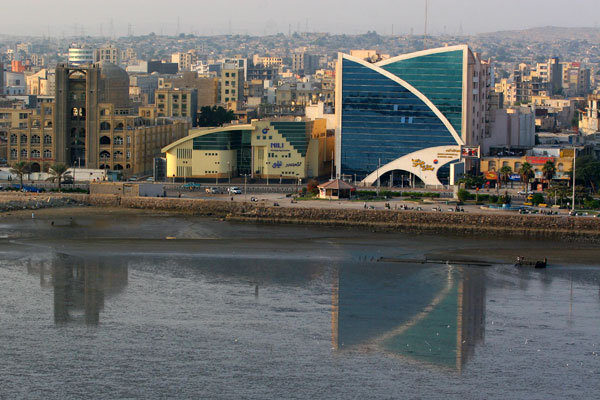
回廊の主要港、バンダレ・アッバース

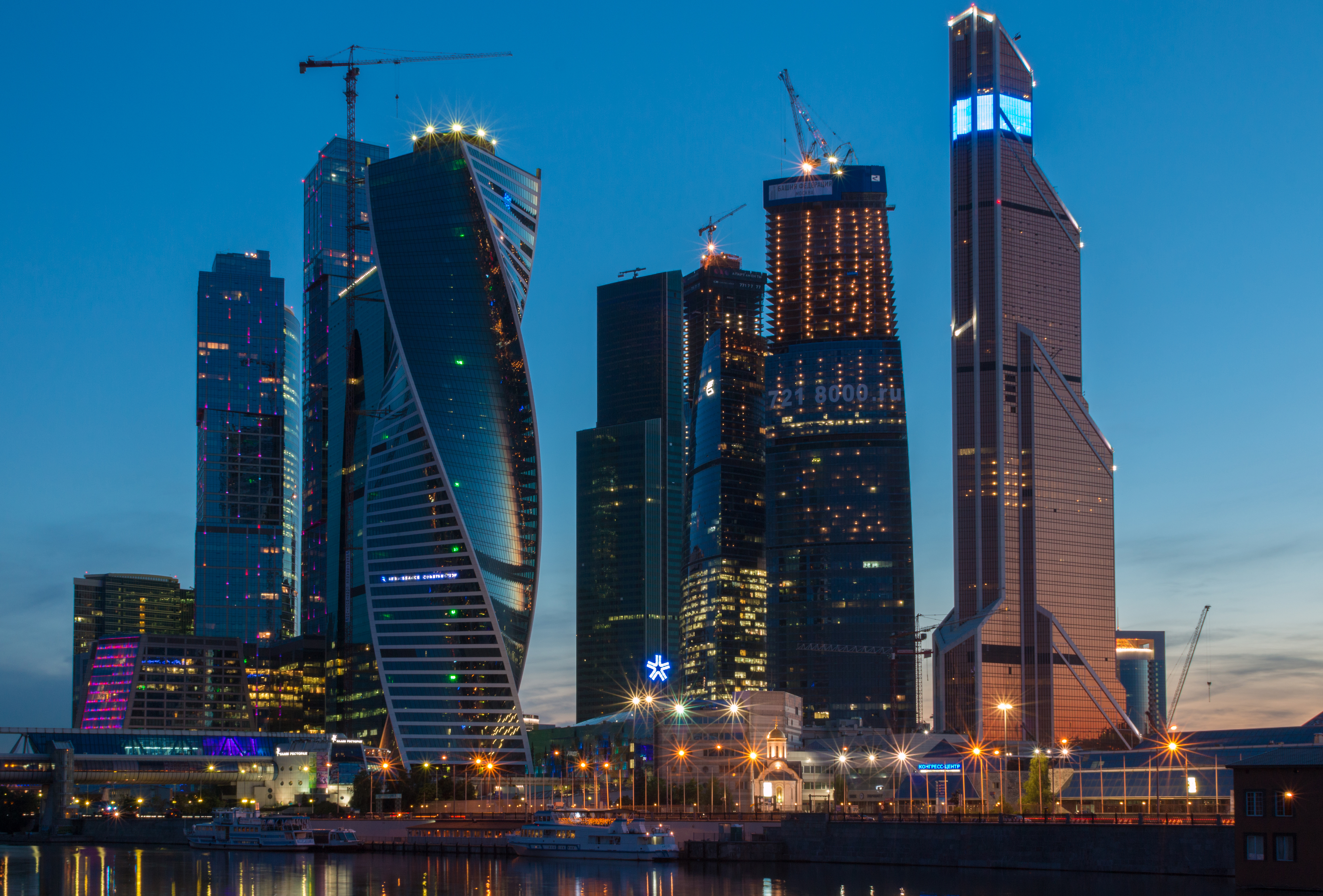
回廊の北端、モスクワ

南北輸送回廊(英語：International North–South Transport Corridor/INSTC)は、インドのムンバイとロシアのモスクワを船や鉄道、道路で結ぶ全長7200kmの複合輸送網である。
基本経路はインド⇔イラン⇔アゼルバイジャン⇔ロシアを結ぶ。
経由する主要都市にはアストラハン、バクー、バンダレ・アッバース、テヘラン、バンダレ・アンザリー等が有る。
試算では、従来の海路(インド⇔アラビア海⇔紅海⇔地中海⇔北海⇔バルト海)に比べ、費用が30%、時間が40%削減された。
カザフスタンやトルクメニスタンを通る経路も議論されている。
インド、パキスタン、オマーン、イラン、トルクメニスタン、ウズベキスタン、カザフスタンが中央アジアとペルシャ湾を結ぶ複合一貫輸送のために締結したアシガバート合意とも連携している。
この経路は2018年1月中旬に供用開始予定である。

## 歴史
2002年5月16日、ロシア、イラン、インドが計画に署名した。
この3ヶ国は創設メンバーで、他にはアゼルバイジャンやアルメニア、カザフスタン、ベラルーシも重役を担っている。
トルクメニスタンは公式メンバーではないが、道路の連結に前向きである。
インドのモディ首相はトルクメニスタンを訪れ参加を呼び掛けた。

## 参加国一覧
- インド
- イラン
- ロシア
- トルコ
- アゼルバイジャン
- カザフスタン
- アルメニア
- ベラルーシ
- タジキスタン
- キルギス
- オマーン
- ウクライナ
- シリア
- ブルガリア(オブザーバー)[8]

## 北西イラン鉄道
2017年中にガズヴィーン⇔ラシュト⇔アースターラーを結ぶ鉄道が完成予定である

## チャーバハール港

チャーバハール湾

2002年、イランは南東部のチャーバハール港の開発でインドと合意した
。
イランの海上輸送の85%を占めるバンダレ・アッバースが激しく混雑している事を踏まえ、10万t級の大型船が入港可能な深い港を持つチャーバハール港の容量を年間250万tから1250万tに拡大する。

## カザフスタン・トルクメニスタン・イランの鉄道の一括運行

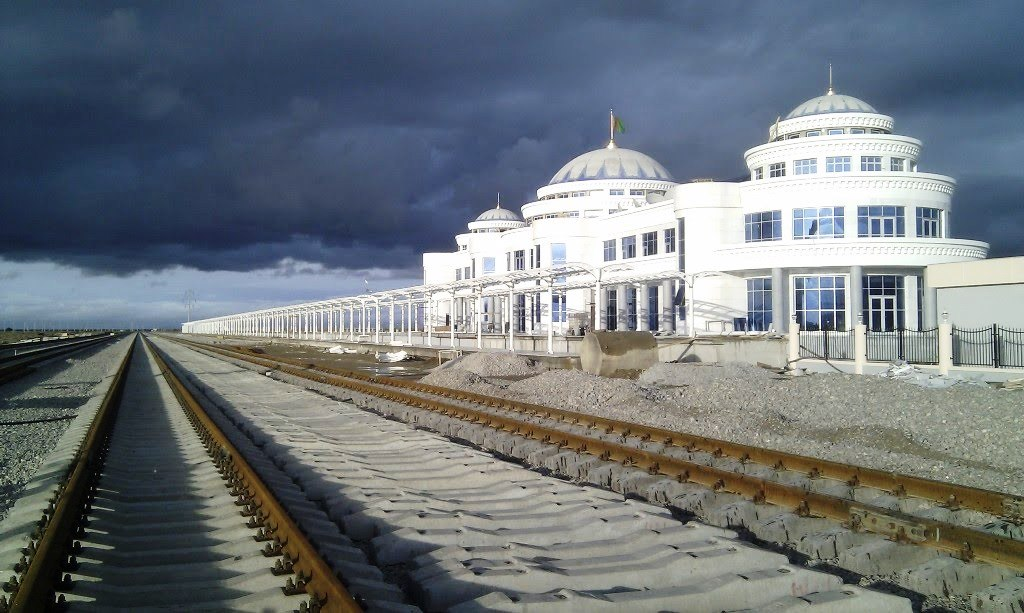
ベレケト駅はカスピ海横断鉄道と南北輸送回廊が交差する交通の要所である

2007年12月、トルクメニスタンのベレケトで着工した。
2009年7月、カザフスタンで着工した。
2010年2月、アジア開発銀行はトルクメニスタン政府に対し、カザフスタンのジャナオゼン⇔ベレケト間の311kmに3.5億$の貸付をする事に合意した。
7月、イスラム開発銀行から3億7120万$の貸付を受けた。
2013年5月、ジャナオゼン⇔ベレケト間が完成した。
2014年2月、ベレケトとグズレトレク間の256kmが完成した。
12月、ジャナオゼンから北東イランのゴルガーンまでの677kmの一括運行が開始した。
この内カザフスタンが137km、トルクメニスタンが470km、イランが70kmを走る。
ゴルガーンからはイラン国営鉄道でペルシャ湾に繋がっている。
費用総額は推計6.2億$で、3国が共同出資した。
ジャナオゼン⇔ベレケト間の311kmにはアジア開発銀行が投資した。

## アルメニア・イラン鉄道合意
2012年7月28日、2国間で合同鉄道の30年間の運行と、20年間の延長権の設定が合意された。
この合意によって、南部アルメニア鉄道計画が首都エレバンの約50km東のガバル(セヴァン湖西岸)から、南部国境のメグリまでの316kmを結び、黒海とペルシャ湾が鉄道で繋がる。
もし開通すれば、アルメニアがアゼルバイジャンのナゴルノ・カラバフ自治州(アルツァフ共和国)を占領している事に対する、トルコとアゼルバイジャンによる経済制裁に苦しむ同国の経済を救済出来るとされる。
2013年1月24日、Rasia FZEとロシア鉄道南コーカサス支部、アルメニア政府の3者で計画について合同発表がされた。
Rasia FZEは「中国交通建設が事前調査で大きな役割を果たす」と述べた。
9月3日、アルメニアのチグラン・サルキシャン大統領とロシアのウラジーミル・プーチン大統領は、ロシア鉄道は15億ルーブル(当時は約46億円)をアルメニア鉄道に投資出来ると述べた。
Rasia FZEは大統領に対し、中国交通建設による実行可能性調査と路線計画を示した。
調査によると建設費用は35億$で、ガガーリンからアガラクまでの305kmを結び、輸送能力は年間2500万tだった。
総延長の40%が84の橋(19.6km)と60のトンネル(102.3km)に占められる。
2017年4月時点で、この計画は全く資金を確保出来ておらず、紙上の計画に過ぎない。

## アスタラ港の開港

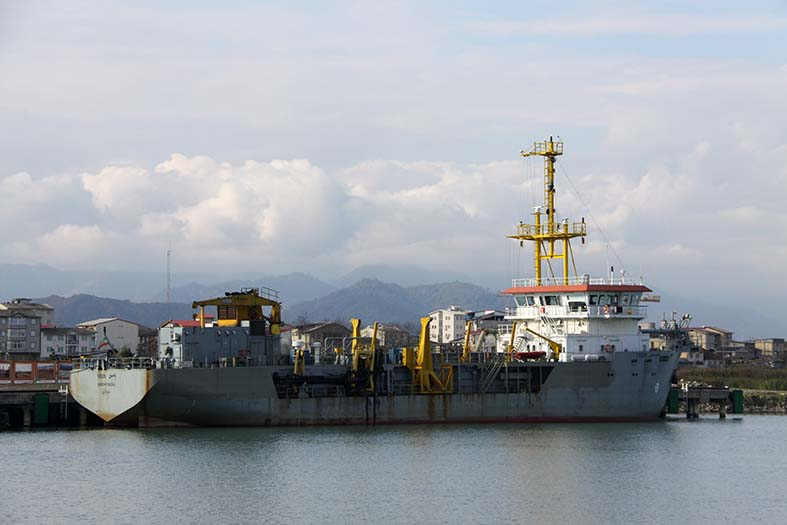
アスタラ港は回廊の一部である。

2013年3月、カスピ海南西部に位置する、イランのアースターラー港が開港した。
この港は民間企業とイラン国営港湾海事局の合同事業と報道された。
イランは2200万$を投資し、港拡張のために更に10%の増額を計画している。
また、処理能力を現在の60万tから300万tに増やす計画が有る。
この港によって、ロシア製品がイラン内陸部に早く安く届くようになる。

## イランの川計画
イランルド(イランの川)は、カスピ海とインド洋を結ぶ運河建設計画である。
これはルート砂漠経由と、オルーミーイェ湖・ペルシャ湾経由の2経路が有る。
カスピ海とペルシャ湾を結ぶ計画は19世紀後半から有ったが。
2016年にロシア・トゥデイは、「2020年までにロシアとイランがこの計画に合意するだろう」と報道した。

## ブーシェフル＝シーラーズ路線
ブーシェフル港とシーラーズを結ぶ鉄道建設で南北輸送回廊の整備は完了するとされ、中国機械工業建設集団が総額7億ドルで契約を締結した。

## 2014年の予行演習
2014年、交通隘路を見つけ出すために2つの経路で予行演習が行われた。
1つ目はムンバイからバンダレ・アッバースを経由し、バクーに向かう。
2つ目はムンバイからバンダレ・アッバースとテヘラン、バンダレ・アンザリーを経由し、アストラハンに向かう。
結果、輸送費は15tカーゴで2500$減少した。
他にはカザフスタンやトルクメニスタン経由も考慮されている。